# 劉繇
劉 繇（りゅう よう）は、中国後漢末期の政治家。字は正礼。青州東萊郡牟平県（山東省煙台市牟平区）の人。漢の宗族の一人で、前漢の高祖の孫である斉の孝王劉将閭（劉肥の子）の末子の牟平共侯劉渫の直系末孫にあたる。祖父は劉本（劉丕とも、平原郡県令）。父は劉輿（劉方とも、山陽太守）。伯父は劉寵（字は祖栄、会稽太守。陳王劉寵とは別人）・劉韙。兄は劉岱ら。子は劉基・劉鑠・劉尚。『三国志』呉志に伝がある。

## 生涯
『英雄記』によると、兄の劉岱と仲が良かった。
19歳の時、盗賊に捕らわれた叔父を救出したことが評判となり、間もなく孝廉に推挙され、郎中となった。下邑県令となったが、漢王室ゆかりの血筋であることを利用されそうになったため、官を捨てて故郷に戻った。やがて州に招かれ済南郡の尉となった。当時の済南郡の相は中常侍の子であり、法を無視し賄賂で私腹を肥やしていたことから、上奏してこれを罷免させた。平原の陶丘洪は、州の刺史に対し劉繇を茂才に推挙するよう言上した。陶丘洪は先に兄の劉岱を推挙していたことから、弟の劉繇をも推挙しようとする理由を尋ねられると、「若し明君をして公山（劉岱）を前に用いらしめ、後に正礼（劉繇）を擢けば、所謂長塗に二龍を御し、千里に騏驥を騁す、亦た可からずや。」と述べた。
司空の属官として招かれ、侍御史に任命する話も出たが、これは辞退した。戦乱を避けて江南に避難していたところ、詔勅が出て揚州刺史に任命された。当時の揚州の治所は寿春であったが、当時寿春には袁術がいたためこれを避け、曲阿を本拠地とした。当初は、曲阿で勢力を持っていた呉景と孫賁に自分のことを支持させていたが、袁術が揚州支配を目指して陸康を攻撃するなど軍事活動を起こすと、袁術から官位を受けていた呉景と孫賁が邪魔になったことから、樊能・張英を用い彼らを追放した。袁術は新たな揚州刺史を任命して、呉景と孫賁に命令して劉繇を攻撃させたが、1年かかっても破ることはできなかった。朝廷は劉繇に揚州牧・振武将軍の官を加え、劉繇は数万の兵を擁す勢力となった。
劉繇の下には太史慈・孫邵・是儀を始めとする同郷の人物や、徐州の陶謙と不和になって逃れてきた許劭・薛礼・笮融といった人物が集まっていた。太史慈は武勇に優れた人物であったが、劉繇は人物鑑定家の許劭の目を気にして、太史慈を使いこなすことができなかった（「太史慈伝」）。
興平2年（195年）、孫策が袁術の後援を受け攻め込んで来た。孫策は張英・樊能を破り牛渚の軍営を奪い、劉繇を大敗させた。また秣陵の薛礼・笮融も敗北し、再び奪回した牛渚も結局失陥した（「孫破虜討逆伝」）。さらに劉繇方の拠点は次々に落とされ、劉繇は曲阿を維持することができなくなった。このため劉繇は、王朗を頼って会稽に逃げようとしたが、許劭の勧めで長江を遡って豫章に逃亡することにし、曹操や劉表の援助を期待して彭沢に駐屯した（『漢紀』）。
この時、豫章太守の座を巡って諸葛玄と朱皓（朱儁の嫡子）との間に争いが起きていたので、劉繇は朱皓を支持した。建安2年（197年）正月、劉繇は笮融に命じて、西城の住民を煽動し諸葛玄を殺害させ、朱皓を太守の座に就けた（『献帝春秋』）。劉繇は笮融を先駆けとして豫章城に入らせたが、笮融が突如朱皓を殺害し、豫章の地で乱暴狼藉を極めたため、これと戦い何とか追い出すことに成功した。
その後、間もなく病のために死去している。42歳であった。
孫策は許貢や王朗を破り江東を制覇し、袁術から自立した後に江夏の黄祖を討つため遠征を行ったが、その帰途で豫章に立ち寄り、劉繇の棺を引き取って遺族の元に返還すると共に、彼らを手厚く持て成した。王朗は孫策に手紙を送り、劉繇が孫一族と敵対することになったのは、袁術を巡る行き違いがあったためであり、決して本心からのことではなかったのだから、その遺族には恩愛を施すべきであると勧めている。
諸葛亮は後に『出師の表』で、孫氏に江東を席捲させた人物として王朗と共に名指しで批判している。
『三国志演義』では、太史慈を使いこなせず孫策に敗北する凡庸な群雄の一人として描かれ、太史慈に後事を任せて逃走している。豫章没落後については、諸葛亮の経歴説明時に、豫章において従父に敵対した勢力の一人として名前が挙がるのみである。

## 関連人物
親族
- 劉本（父）
- 劉寵（伯父）
- 劉岱（兄）
- 劉基（長男）
- 劉鑠（次男）呉の騎都尉
- 劉尚（三男）呉の騎都尉
- 孫覇（孫婿）
- 滕耽（姻族）
- 滕冑（同上）
- 滕胤（同上）

所属配下
| - 于茲 - 于糜 - 呉景 - 許劭 - 笮融 - 是儀 | - 朱皓 - 薛礼 - 孫邵 - 孫賁 - 太史慈 - 張英 | - 樊能 |

『三国志演義』でのみの配下
| - 陳横 |

## 劉繇を題材とした作品
- 三国志外伝 「劉繇」　（小説、宮城谷昌光、文藝春秋)